# Epophthalmia elegans
Epophthalmia elegans är en trollsländeart som först beskrevs av Brauer 1865.  Epophthalmia elegans ingår i släktet Epophthalmia och familjen skimmertrollsländor. IUCN kategoriserar arten globalt som livskraftig. Inga underarter finns listade i Catalogue of Life.